# Ast (Tiefenbach)

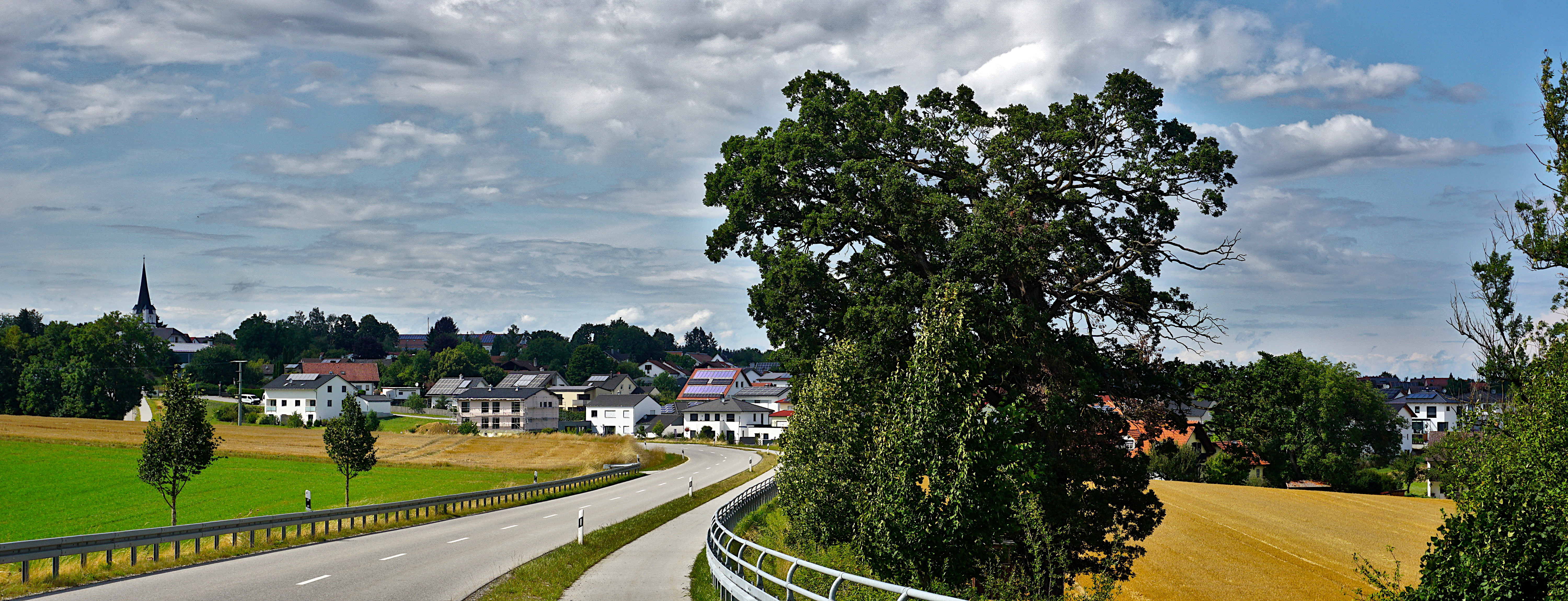
Blick auf Ast

Ast ist ein Gemeindeteil der Gemeinde Tiefenbach im südwestlichen Landkreis Landshut (Niederbayern).

## Lage
Das Pfarrdorf liegt etwa sieben Kilometer südwestlich von Landshut zwischen den Orten Tiefenbach und Vilsheim. Östlich verläuft der Straßerbach, ein Quellbach der Isar.

## Geschichte
Der Ort bestand ursprünglich aus zwei Dörfern, Oberast und Unterast. Oberast wird gegen Ende des 9. Jahrhunderts als Ouuista erstmals erwähnt. Ein Geschlecht De Ouste wird im 11. bis 13. Jahrhundert häufig als Zeuge genannt. Die Besitztümer kamen nach dem Aussterben dieses Geschlechts an verschiedene Klöster. Im 16. Jahrhundert kaufte Ambrosius Plank aus Münchsdorf den verstreuten Besitz vom Hl. Kreuzkloster und dem Stift St. Martin in Landshut und errichtete mit Schloss Ast seinen eigenen Herrensitz. Unterast war 1811 ein rund 500 Meter nordöstlich gelegener Weiler.
In den 1960er Jahren wuchsen die beiden Dörfer zusammen, zwischen 1950 und 1973 wurden sie zur Ortschaft Ast zusammengefasst. Damals bestand die Gemeinde Ast aus folgenden Ortsteilen:
| - Badhaus Ast - Gleißenbach - Gütersdorf - Heidenkam - Oberast - Oberbachham | - Oberfroschham - Schießeneck - Siegersdorf - Steffing - Thalham - Unterast | - Unterbachham - Untergolding - Weiherhäuser - Zacherlmühle - Zottenberg |

Im Rahmen der Gemeindegebietsreform schloss sich Ast am 1. April 1971 freiwillig mit Tiefenbach zur neugebildeten Gemeinde Tiefenbach zusammen. Das Gemeindewappen von Ast wurde als neues Gemeindewappen übernommen.

## Sehenswürdigkeiten
- In Oberast, einem ehemaligen Edelsitz, befindet sich eine barocke Schlossanlage. Sie wurde 1591 erbaut und im Dreißigjährigen Krieg 1632 von den Schweden zerstört, aber in den nachfolgenden Jahrzehnten wieder aufgebaut. Das Schloss ist in Privatbesitz und für die Öffentlichkeit nicht zugänglich.
- Im Ort befindet sich die katholische Pfarrkirche St. Georg. Von dem spätgotischen Bauwerk blieb nur der Turm erhalten. Die jetzige Kirche wurde 1880 geweiht.
- 1999 wurde die Jakobuskirche eingeweiht und bildet seitdem den Mittelpunkt der evangelischen Christen aus den Gemeinden Altfraunhofen, Buch am Erlbach, Eching und Tiefenbach. Sie ist kein eingetragenes Baudenkmal.

## Bildung und Erziehung
- Katholische Kinderkrippe im Kinderhaus St. Georg
- Grund- und Hauptschule

## Vereine
- Freiwillige Feuerwehr Ast
- KSK Ast
- Bund Naturschutz, Ortsgruppe Tiefenbach/Ast
- Ortsverband BBV Ast-Tiefenbach
- Gartenbauverein Ast
- Kirchenchor Ast
- KLJB Ast
- Künstlergruppe Tiefenbach u. Ast
- Reitergruppe Ast
- Unzertrennliche Ast
- DJK-TSV Ast
- DJK Ast